# Chiesa di Sant'Andrea Apostolo in Antognano
La chiesa di Sant'Andrea Apostolo in Antognano è un luogo di culto cattolico dalle forme neoclassiche, situato in strada Antognano nell'omonima località alle porte di Parma, in provincia e diocesi di Parma; è sussidiaria della parrocchiale di Sant'Andrea Apostolo in Antognano di Parma e fa parte della zona pastorale della città.

## Storia
Il luogo di culto originario fu edificato in epoca medievale; la prima testimonianza della sua esistenza risale al 1195, quando la cappella di S. Andreae Ap. de Antognano fu menzionata tra le dipendenze dell'abbazia di San Giovanni Evangelista.
Nel 1230 l'Ecclesie Sancti Andree de Antognano fu citata nel Capitulum seu Rotulus Decimarum della diocesi di Parma tra le cappelle appartenenti all'abbazia di San Giovanni, pur trovandosi all'interno del territorio dipendente dalla pieve di Porporano.
Il monastero benedettino mantenne fino al 1520 l'autorità sulla chiesa, che nel 1564 divenne sede di parrocchia autonoma.
Nel 1893 l'antico edificio fu interamente ristrutturato in stile neoclassico e, dopo la conclusione dei lavori, fu benedetto il 3 settembre di quell'anno.
Intorno al 1950 il luogo di culto fu sottoposto a lavori di restauro, che interessarono anche il campanile.
Nel 1977, in seguito alla crescita del nuovo quartiere adiacente a strada Langhirano, fu inaugurata una chiesa provvisoria in via Antonio Berzioli, all'interno di un prefabbricato; accanto a quest'ultimo, nel 1982 furono avviati i lavori di costruzione di un nuovo tempio, che fu completato tre anni dopo e divenne la nuova sede parrocchiale intitolata a sant'Andrea Apostolo, mentre l'antico luogo di culto di Antognano ne divenne sussidiario.

## Descrizione

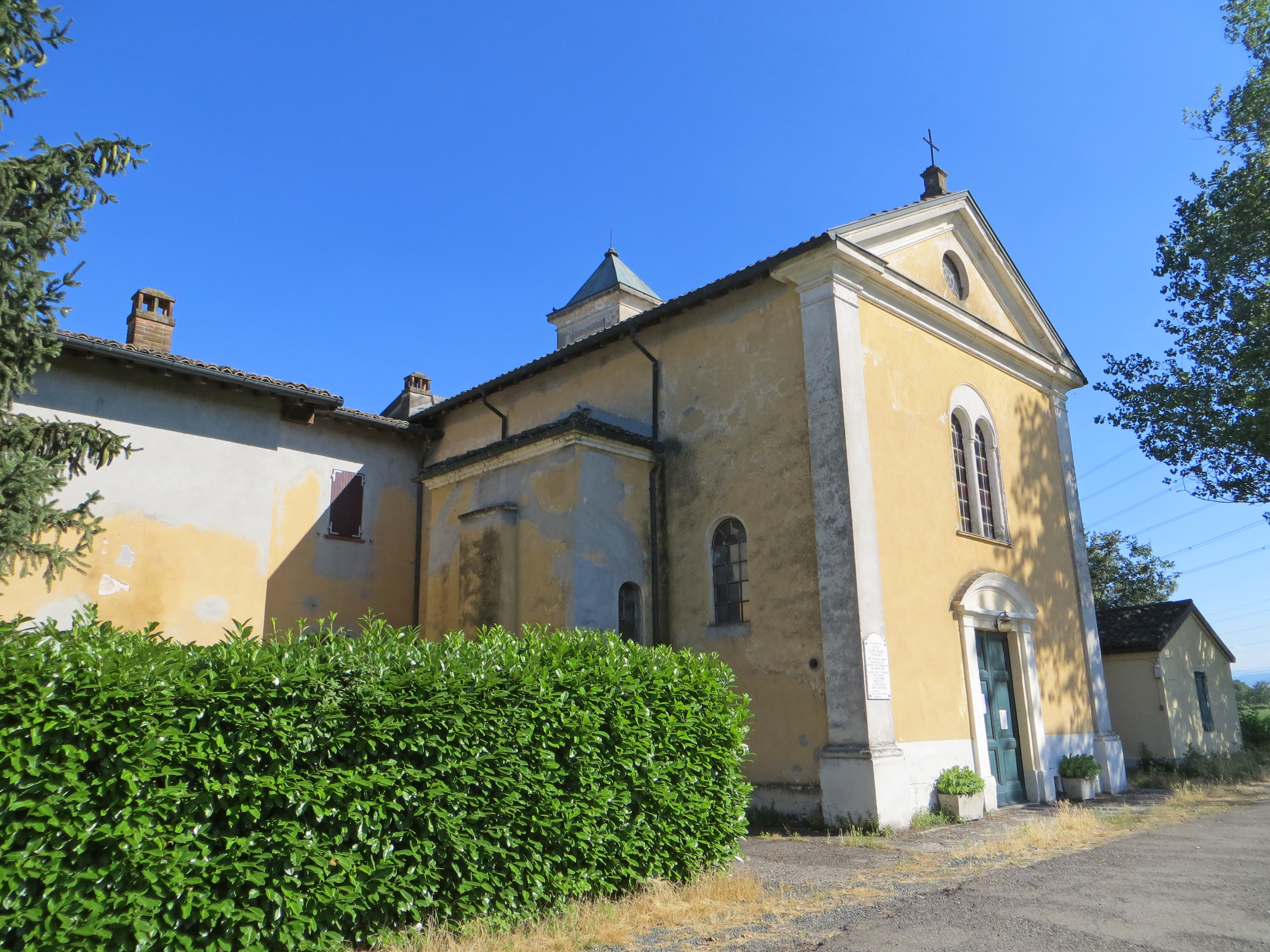
Facciata e lato nord

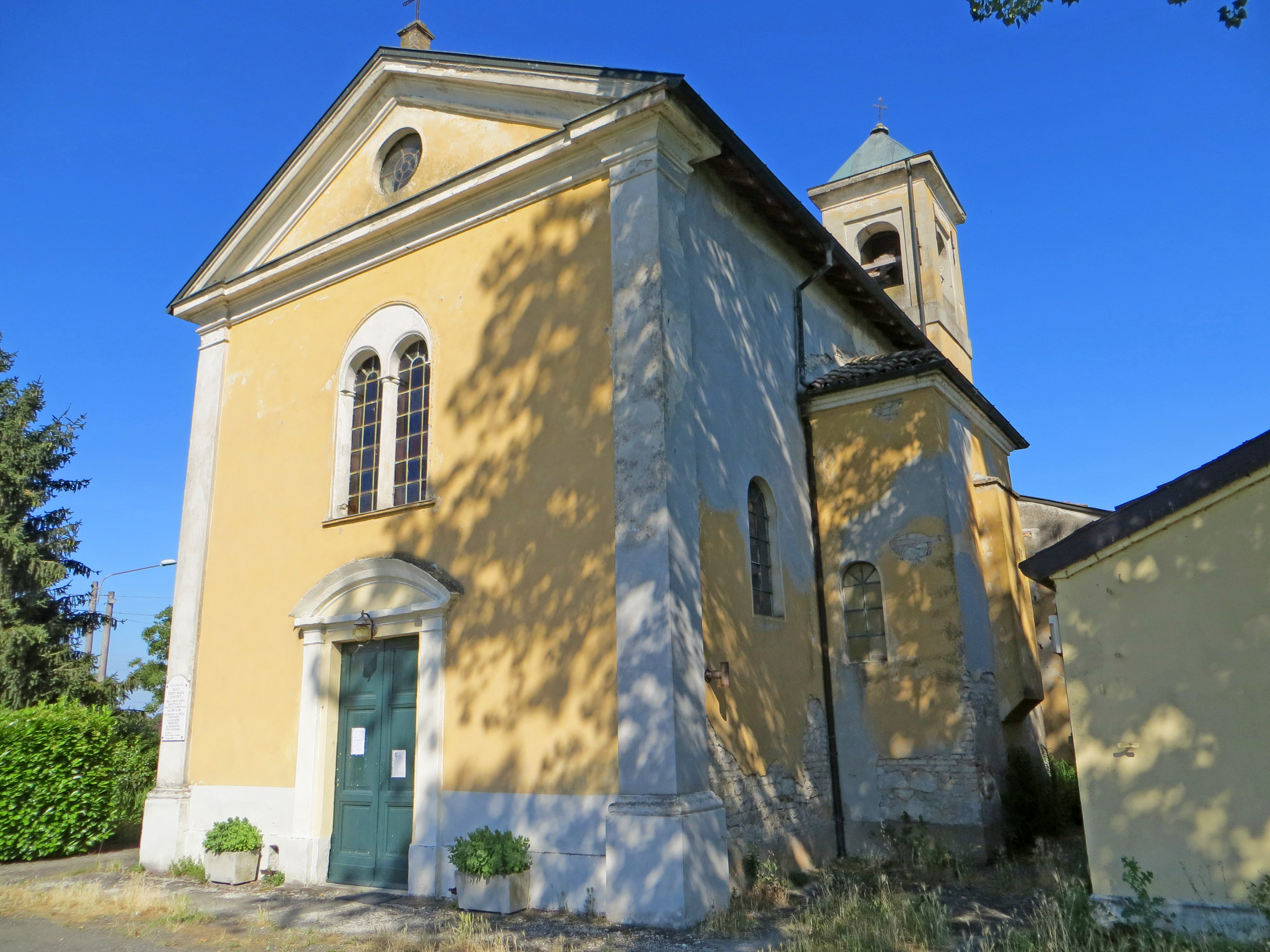
Facciata e lato sud

La chiesa si sviluppa su un impianto a navata unica affiancata da una cappella su ogni lato, con ingresso a ovest e presbiterio a est.
La simmetrica facciata a capanna, interamente intonacata, è caratterizzata dalla presenza dell'ampio portale d'ingresso centrale, delimitata da due lesene coronate da capitelli dorici a sostegno del frontone circolare in rilievo; più in alto è collocata una bifora ad arco a tutto sesto, inquadrata da cornice; alle estremità si elevano su un basamento due lesene d'ordine gigante, su cui è impostato il grande timpano con cornice modanata di coronamento del prospetto; al suo interno si apre un piccolo oculo, mentre al culmine si eleva una croce in ferro.
Al termine del fianco destro si innalza l'esile campanile intonacato, con cella campanaria affacciata sui quattro lati attraverso monofore ad arco a tutto sesto; in sommità è collocata infine una guglia piramidale.
All'interno la navata, coperta da volta lunettata, è affiancata da due cappelle chiuse superiormente da volte a botte dipinte.
Il presbiterio, lievemente sopraelevato, è coronato da una volta a vela; al centro è collocato l'altare maggiore ligneo a mensa, aggiunto intorno al 1980, mentre su una predella si conserva l'antico stallo centrale del coro ligneo.
La chiesa conserva alcune opere di pregio, tra cui l'antico altare maggiore risalente al XVIII secolo, due credenze settecentesche e un tronetto processionale coevo.